# F1 Manager
F1 Manager ist eine Computerspielreihe, die von Frontier Developments entwickelt und veröffentlicht wurde. Sie besitzt die offizielle Lizenz der FIA Formel-1-Weltmeisterschaft, der FIA-Formel-2-Meisterschaft und der FIA-Formel-3-Meisterschaft, die von der Fédération Internationale de l’Automobile (FIA) geregelt werden. Insgesamt wurden drei Teile veröffentlicht.

## Historie
Nach dem kommerziellen Erfolg von Planet Coaster und Planet Zoo unterzeichnete Frontier Developments einen Exklusivvertrag zur Veröffentlichung von vier Formel-1-Management-Videospielen. Die Serie sollte in einem jährlichen Rhythmus erscheinen.
Das erste Videospiel der Serie, F1 Manager 2022, wurde 2022 veröffentlicht. Es war das erste lizenzierte Formel-1-Management-Spiel seit F1 Manager von EA Sports im Jahr 2000. Im zweiten Teil, F1 Manager 2023, wurde die Spielengine von Unreal Engine 4 auf Unreal Engine 5 aktualisiert. Es wurde auch Rennwiederholungen hinzugefügt, der es den Spielern ermöglicht, bestimmte Rennen der Saison nachzustellen.
Der neueste Teil, F1 Manager 2024, wurde im Juli 2024 veröffentlicht. Der neue „Create A Team“-Modus, der dem „My Team“-Feature der F1-Serie von Codemasters und EA Sports ähnelt, ermöglicht es den Spielern erstmals, ihr eigenes Team zu erstellen. Zum ersten Mal wurde das Spiel auch für die Nintendo Switch veröffentlicht.
Die Entwicklung von F1 Manager 2025 wurde eingestellt. Der Formel-1-Lizenzvertrag soll vorzeitig beendet worden sein.

## Rezeption
Die ersten beiden Spiele der Serie erhielten laut dem Bewertungsaggregator Metacritic positive Bewertungen, blieben jedoch kommerziell hinter den Erwartungen zurück. F1 Manager 2022 verkaufte sich bis Januar 2023 rund 600.000 Mal, und auch F1 Manager 2023 blieb hinter den Erwartungen zurück. Dies entsprach nicht den Erwartungen von Frontier, und der Aktienkurs des Unternehmens fiel um vierzig Prozent. Dies trug auch zu Entlassungen bei Frontier Foundry, der Publishing-Abteilung von Frontier, im Rahmen einer organisatorischen Überprüfung bei. Als Reaktion auf die unterdurchschnittliche Leistung der Serie wurde der nächste Teil, F1 Manager 2024, im Vergleich zu Codemasters F1 24 zu einem niedrigeren Preis angeboten.
|                 | Metacritic                         |
| --------------- | ---------------------------------- |
| F1 Manager 2022 | 79 % (PC), 74 % (PS5), 80 % (XSXS) |
| F1 Manager 2023 | 79 % (PC), 76 % (PS5), 78 % (XSXS) |
| F1 Manager 2024 | 81 % (PC), 80 % (PS5), 78 % (XSXS) |